# Яновка (Сумская область)

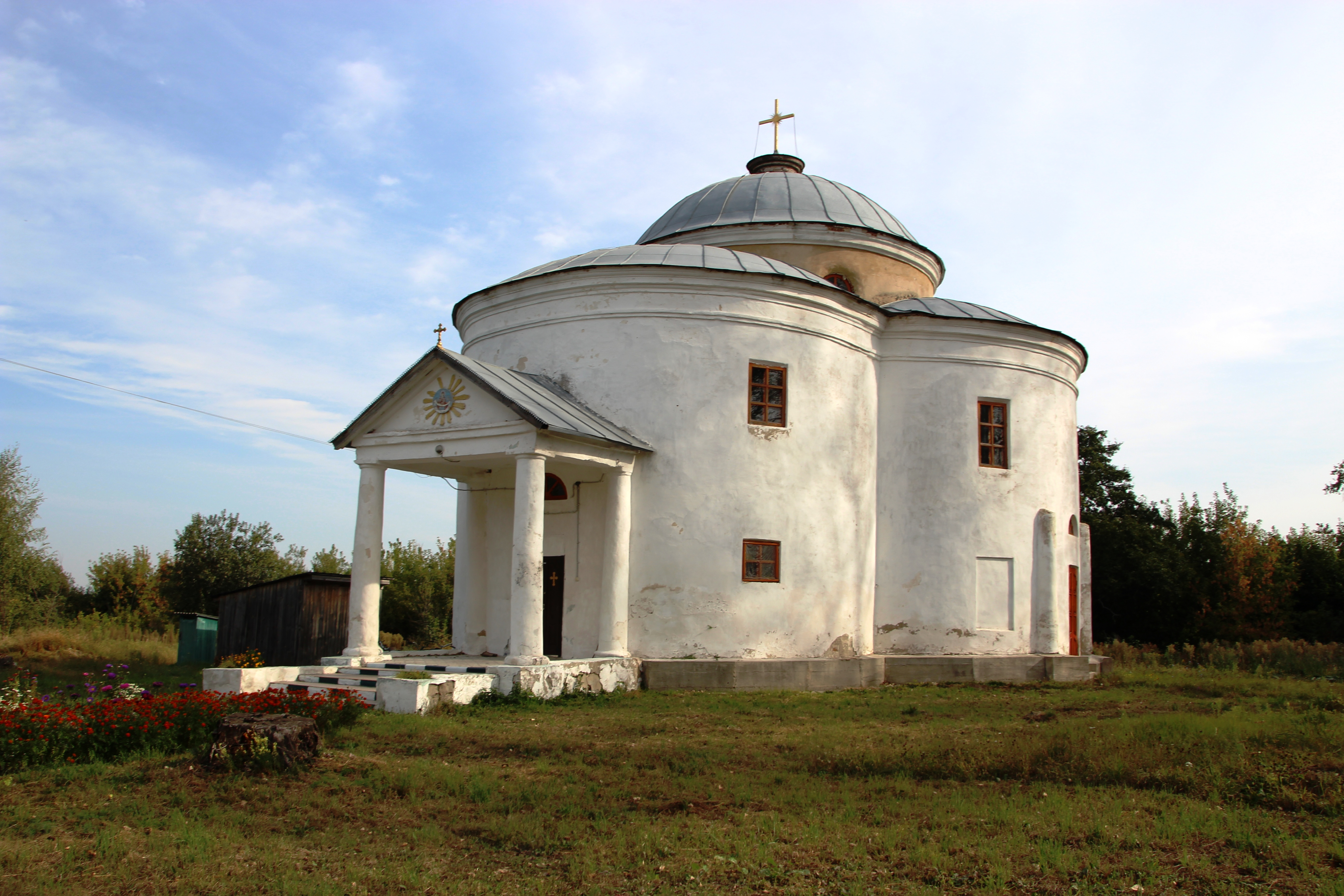
Покровская церковь

Яновка (укр. Янівка; до 2024 года — Первомайское) — село, Берёзовская сельская община, Шосткинский район, Сумская область, Украина.
Код КОАТУУ — 5921583701. Население по переписи 2001 года составляло 635 человек.

## Географическое положение
Село Первомайское находится у истоков реки Яновка, выше по течению примыкают село Перше Травня и посёлок Эсмань, ниже по течению примыкает село Месензовка. Село вытянуто вдоль русла реки на 5 км. Рядом проходит железная дорога, станция Эсмань, и автомобильная дорога М-02 (E 101).

## История
- На территории села обнаружены городище и поселок.
- Известно с середины XVII века как село Яневка.
- 1928 — село переименовано в Красное.
- 1957 — село переименовано в Первомайское.

## Происхождение названия
Село было названо в честь праздника весны и труда Первомая, отмечаемого в различных странах 1 мая; в СССР он назывался Международным днём солидарности трудящихся.
На территории Украинской ССР имелись 50 населённых населённых пунктов с названием Першотравневое и 27 — с названием Первомайское.

## Объекты социальной сферы
- Школа І-ІІ ст.

## Религия
Покровская церковь (1803—1916 гг). Священнослужители Покровской церкви:
- 1903 — священник Иван Липский
- 1916 — священник Иван Желтоножский